# Mariela Pérez
Mariela Pérez Branger (Caracas, 14 febbraio 1946) è una modella venezuelana, eletta Miss Venezuela nel 1967.
La Pérez è stata la rappresentante ufficiale del Venezuela a Miss Universo 1967, concorso tenuto a Miami Beach, Florida, il 15 luglio 1967, dove si è classificata alla seconda posizione.